# Bob Esponja: Battle for Bikini Bottom – Rehydrated
Bob Esponja: Batalla por Fondo de Bikini – Rehydrated (En inglés SpongeBob SquarePants: Battle for Bikini Bottom - Rehydrated) es un videojuego perteneciente al género de plataformas basado en la serie animada de Nickelodeon Bob Esponja. Es un remake de las versiones de consola de Heavy Iron Studios SpongeBob SquarePants: Battle for Bikini Bottom, desarrollado por Purple Lamp Studios y publicados por THQ Nordic para el Nintendo Switch, PlayStation 4, Xbox One, y Microsoft Windows. Para la versión de Android y IOS el juego fue desarrollado y distribuido por HandyGames. El juego fue lanzado el 23 de junio de 2020 y para la versión Móvil el 21 de enero de 2021. El juego recibió reseñas mixtas: a pesar de que se exaltó los gráficos y la fidelidad al juego original, el juego fue criticado por tener los defectos técnicos de la versión de 2003 y el nuevo modo multijugador fue considerado "aburrido e innecesario".

## Jugabilidad
El juego implica recoger elementos y derrotando los robots qué tiene atacado varias áreas en Fondo de Bikini, mientras cruzando plataformas y evitando medioambientales hazards como espigas y llamas. Algunas áreas requieren caracteres diferentes para batir, cuando cada carácter tiene sus capacidades únicas propias. El jugador puede controlar a Bob Esponja, Patricio y Arenita. Cambiando los caracteres requiere el jugador para encontrar una Parada de autobús, a utilizar cuál el carácter actual cambiará a otro, y utilizándolo otra vez cambiará atrás al carácter anterior, dando el jugador una opción de dos caracteres en cada nivel. El default el carácter durante el juego es SpongeBob; Sandy y Patrick no comparten cualesquier niveles como playable caracteres.
Durante el juego, el jugador recogerá Objetos Relucientes, Calcetines, y Espátulas Doradas. Los objetos relucientes son pasó por enemigos y esparcidos durante niveles, y puede soler almejas de paga para progresar a través de niveles y unlock retos extras. También pueden ser comerciados con Don Cangrejo para Espátulas Doradas. Los calcetines están colocados en niveles en más duros de lograr ubicaciones, y 10 de ellos pueden ser comerciados a Patrick para una Espátula Dorada. Las espátulas doradas suelen unlock áreas nuevas en el juego, y 75 de ellos están requeridos para luchar el jefe final.
Una adición nueva al remake es un multijugador modo de horda en qué dos cara de jugadores olas de enemigos robóticos. El modo incluye contenido cortado del juego original, incluyendo una lucha contra un robótico Squidward, un scrapped versión del sueño de Patrick, y una fase de corte del Robo-SpongeBob lucha de Vikingos.

## Desarrollo y lanzamiento
El juego se reveló por primera vez el 5 de junio de 2019, en los días que dirigen hasta E3 2019. El juego no fue playable hasta que Gamescom, el cual empezó agosto 20 que año, donde los visitantes podrían conseguir sus manos encima él en THQ la cabina del nórdico. El 16 de abril abril de 2020, esté anunciado que el juego será liberado el 23 de junio de 2020.
El juego es disponible en dos limitó ediciones encima todas las  plataformas. La Edición Reluciente incluye pegatinas de pared, seis lithographs, especiales SpongeBob SquarePants calcetines de tenis, y un figurine de SpongeBob con una lengua flexible y una espátula dorada en su mano. Además de aquel, el F.Edición de ONU también viene con dos de modo parecido-sized figurines de Patrick y Mejillas Arenosos Estrella, así como un conjunto de cinco tiki llaveros.
El juego también presenta el original archived y nuevo nunca-antes de que-registros vistos del reparto de voz inglés, así como marca registros nuevos del franceses, alemanes, italiano, español, Polaco, y repartos de voz japonesa. También contiene subtítulos en brasileño portugués, ruso, malayo, tailandés, coreano, y el chino simplificado. Junto al 7 mencionó lenguas.
El juego es powered por Motor Irreal 4 y apoya 4K resolución en el realzado PlayStation 4 Pro y Xbox Uno #X modelos.

## Reparto
El doblaje Latino se realizó prácticamente seis meses después del lanzamiento del juego que se incluyó al juego en una actualización y estuvo disponible a partir del 17 de diciembre de 2020.
| Personaje                               | Actor de voz original | Doblaje en Hispanoamérica | Doblaje de España      |
| --------------------------------------- | --------------------- | ------------------------- | ---------------------- |
| Bob Esponja                             | Tom Kenny             | Luis Carreño              | Alex Saudinós          |
| Patricio Estrella                       | Bill Fagerbakke       | Alfonso Soto              | César Díaz Capilla     |
| Calamardo Tentáculos                    | Rodger Bumpass        | Renzo Jiménez             | Alberto Closas Jr.     |
| Arenita Mejillas                        | Carolyn Lawrence      | Lileana Chacón            | Montse Herranz         |
| Don Cangrejo                            | Joe Whyte*            | Luis Pérez Pons           | Luis Grandío           |
| Gary el caracol                         | Tom Kenny             | Tom Kenny                 | Tom Kenny              |
| Sheldon J. Plankton                     | Doug Lawrence         | Ángel Mujica              | Juan Rueda             |
| Larry Langosta                          | Doug Lawrence         | Jesús Hernández           | José María "Guyu" Guiu |
| Camarón                                 | Doug Lawrence         | Kevin Genova              | Jessie Martínez        |
| Johnny Elaine (Presentador de Noticias) | Doug Lawrence         | ¿?                        | Jessie Martínez        |
| Sra. Puff                               | Mary Jo Catlett       | Catherine J. Reyes        | Alejandra Torray       |
| Amigo Burbuja                           | Brad Abrell           | José Gómez Chompré        | ¿?                     |
| Rey Neptuno                             | John O'Hurley         | Kevin García              | Alberto Closas Jr.     |
| Chico Percebe                           | Tim Conway            | Armando Volcanes          | José Frías             |
| Holandés Volador                        | Brian Doyle-Murray    | Armando Volcanes          | Paco Vaquero           |
| Sirenoman                               | Joe Whyte*            | Juan Guzmán               | Ángel Rodríguez        |
| Narrador francés                        | Tom Kenny             | Juan Guzmán               | Alberto Closas Jr.     |

(*) Clancy Brown no retoma a Don Cangrejo ni regrabando sus diálogos y Ernest Borgnine no retoma a Sirenoman debido a su fallecimiento en 2012 en este remake, siendo reemplazados por Joe Whyte cuyo sus diálogos son reciclados del juego original del 2003. Sin embargo en el doblaje Latino Luis Pérez Pons retoma a Don Cangrejo y con el caso de Sirenoman, Hector Isturde no retoma al personaje debido a su fallecimiento en 2019, cuyo papel se lo quedó Juan Guzmán quien ya doblo a Sirenoman en las primeras dos temporadas de la serie.

## Recepción
SpongeBob SquarePants: Batalla para Fondo de Biquini @– Rehydrated recibido "revisiones mixtas o medianas" según Metacritic.
IGN Dio el juego 5/10, diciendo que  "se hunde bajo su reverencia a nostalgia" y escribió, "[T]aquí es sitios brillantes que queda divertido casi dos décadas más tarde, y  hay revienta de ingenuity en su reworking, pero él  poco para estar junto al mejor, o incluso el bastante bien, platformer remakes y remasters  hemos visto esta generación." En su 2/10 revisión, GameSpot escribió que "remasters, puertos, y remakes es bueno porque  hacen juegos más accesibles a audiencias nuevas, y los que excel entender que algunas características de la era del juego es anticuada y tendría que ser actualizado o sacó. SpongeBob SquarePants: Batalla para Fondo de Biquini @– Rehydrated flops como un pez fuera de abrevar cuándo  viene a esto."